# Microserica hainana
Microserica hainana är en skalbaggsart som beskrevs av Brenske 1898. Microserica hainana ingår i släktet Microserica och familjen Melolonthidae. Inga underarter finns listade i Catalogue of Life.